# Всесвітня ліга сексуальних реформ

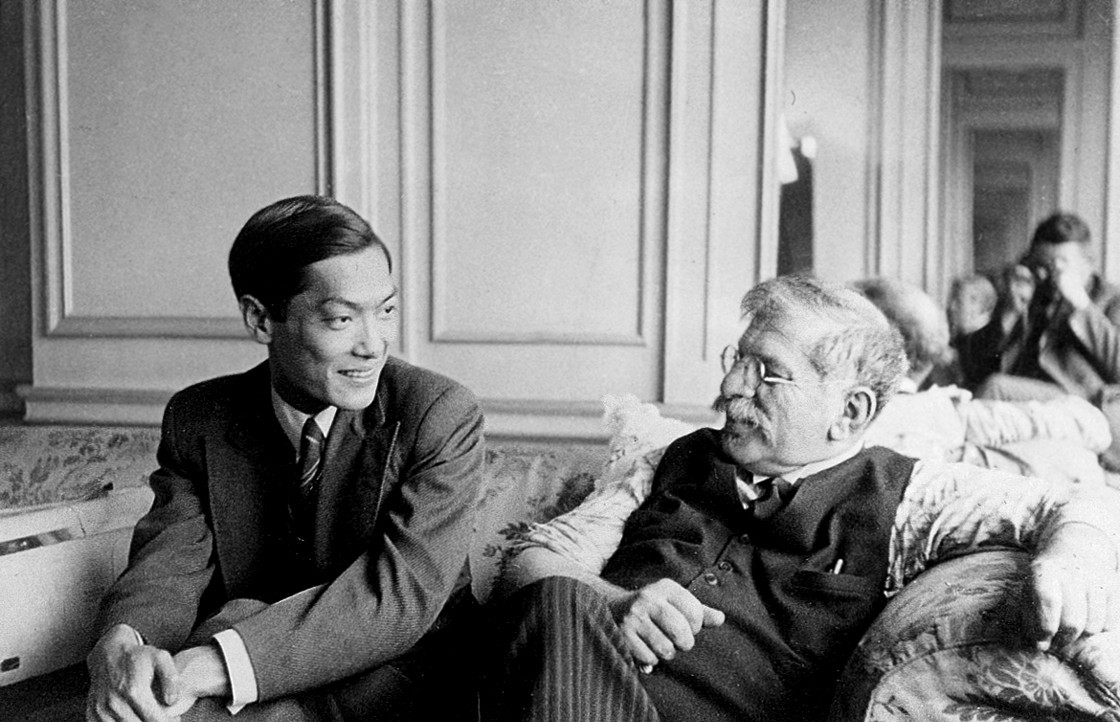
Тао Лі і Магнус Гіршфельд на конференції WLSR 1932 року у Брно

Всесвітня ліга сексуальних реформ (англ. World League for Sexual Reform (WLSR) нім. Weltliga für Sexualreform) — організація, що існувала з 1921 по 1935 рік і ставила перед собою за мету «проведення реформ в питаннях сексу» та покращення знань в цій галузі.
Організація виступала за рівноправність жінок, свободу укладення шлюбу і розлучення, розповсюдження нешкідливих протизаплідних засобів (на противагу абортам), декриміналізацію абортів, захист позашлюбних дітей, терпимість до геїв і лесбійок і реформування існуючого законодавства по відношенню до сексуальних меншин (декриміналізацію всіх добровільних статевих відносин дорослих людей).

## Історія

### Перший конгрес
У 1921 році Магнус Гіршфельд разом із заснованим ним Інститутом сексуальних наук організував «Першу наукову конференцію реформування в питаннях сексу на основі досліджень сексології», що призвело до утворення Ліги. Ральфом Доузом був написаний огляд Ліги. Доповідачами конгресу були: Магнус Гіршфельд, Норман Хайр, Віра Брітінт, Дора Расселл, Чарльз Вікері Дрісдейл (від Мальтузійської ліги, Стелла Броун, Ернст Графенберг, Марі Стопс, М. Д. Едер (психіатр), Лоуренс Хоусман, Джордж Сесил Івес, Еден Павло, Фелікс Абрахам (який з доктором Леві-Ленц здійснив першу в світі операцію по зміні статі в 1931 році в Institut für Sexualwissenschaft в Берліні), Бернард Шоу, Бертран Расселл, Етель Маннін, Гаррі Бенджамін, Пітер Шмідт, Вільям Дж. Робінсон та Джек Флюгель психолог-послідовник фрейдизму, який допомагав Норману Хайре і Дора Рассел організувати з'їзд, а також очолив Партію реформ у чоловічому вбранні (головними інтересами учасників якої були вплив одягу на здоров'я та гігієну чоловіків, а їхня місія полягала у збільшенні різноманітності та вибору чоловічого одягу). Незважаючи на те, що він не був оратором, Альберт Ейнштейн щільно контактував з конгресом.

### Другий конгрес
Другий конгрес було проведено Лігою в Копенгагені в 1928 році. Того року Francis Turville-Petre, британський археолог і друг Кристофера Ішервуда, зупинився в Інституті сексуальних наук в Берліні. Перебуваючи в Берліні, Turville-Petre, будучи активним членом Науково-гуманітарного комітету, виступав за реформу легітимізації та толерантність, і взяв участь у Другому конгресі Ліги.

### Третій конгрес
У 1929 році Гіршфельд очолював третій міжнародний конгрес, що проходив в лондонському концертному залі Уїгмор-Холл. Англійський сексолог Норман Хейер був секретарем і організатором заходу. Промова Гіршфельда була високо оцінена присутніми, як «мова видатного піонера євгеніки». Багато британських феміністок відвідало конгрес 1929 року, у тому числі Наомі Мітчісон (зі статтею « Деякі коментарі щодо використання контрацептивів інтелектуальними особами»), Дора Рассел> («Шлюб і свобода»), Джанет Шанс, піонер реформи за правове визнання абортів («Центр освіти шлюбу в Лондоні»), Віра Бріттен, письменниця і пацифіст («Помилка моногамії») та Стелла Браун («Право на аборт»).

### Подальша історія
Наступні конгреси було проведено у Відні (1930) та Брно (1932). У 1932 році четверта міжнародна конференція WLSR була організована та прийнята Hugo Iltis у Брно. Плани на п'яту конференцію в Москві були очищені через політичні події, викликані зростаючою силою Гітлера та Сталіна

### Завершення існування Ліги
У травні 1933 року нацисти розгромили Інститут сексуальних наук в Берліні, колишній головний осередок Ліги, через ненависть до відкритих гомосексуалів Гіршфельда і його колег. Багато книжок та записів WLSR були знищені нацистами під час нальоту.
У 1935 році Гіршфельд помер в еміграції у Франції, а організація через переслідування в Німеччині була розпущена. Англійське відділення продовжувало свою роботу ще деякий час.

## У культурі
- Організація згадується у діалозі Паніковського і Бендера в романі «Золоте теля» Ільфа і Петрова[11]

|  | – Оддайте мені мої гроші, – шепелявив він, – я зовсім жебрак! Я рік не був в лазні. Я старий. Мене дівчата не люблять. – Зверніться до Всесвітньої Ліги сексуальних реформ, – сказав Бендер. – Можливо, там допоможуть. |